# Вересаєв Вікентій Вікентійович
Смідович Вікентій Вікентійович, літературний псевдонім Вересаєв (рос. Вересаев Викентий Викентьевич; 4 (16) січня 1867, Тула — 3 червня 1945, Москва) — російський  та радянський письменник, за фахом лікар.

## Біографія

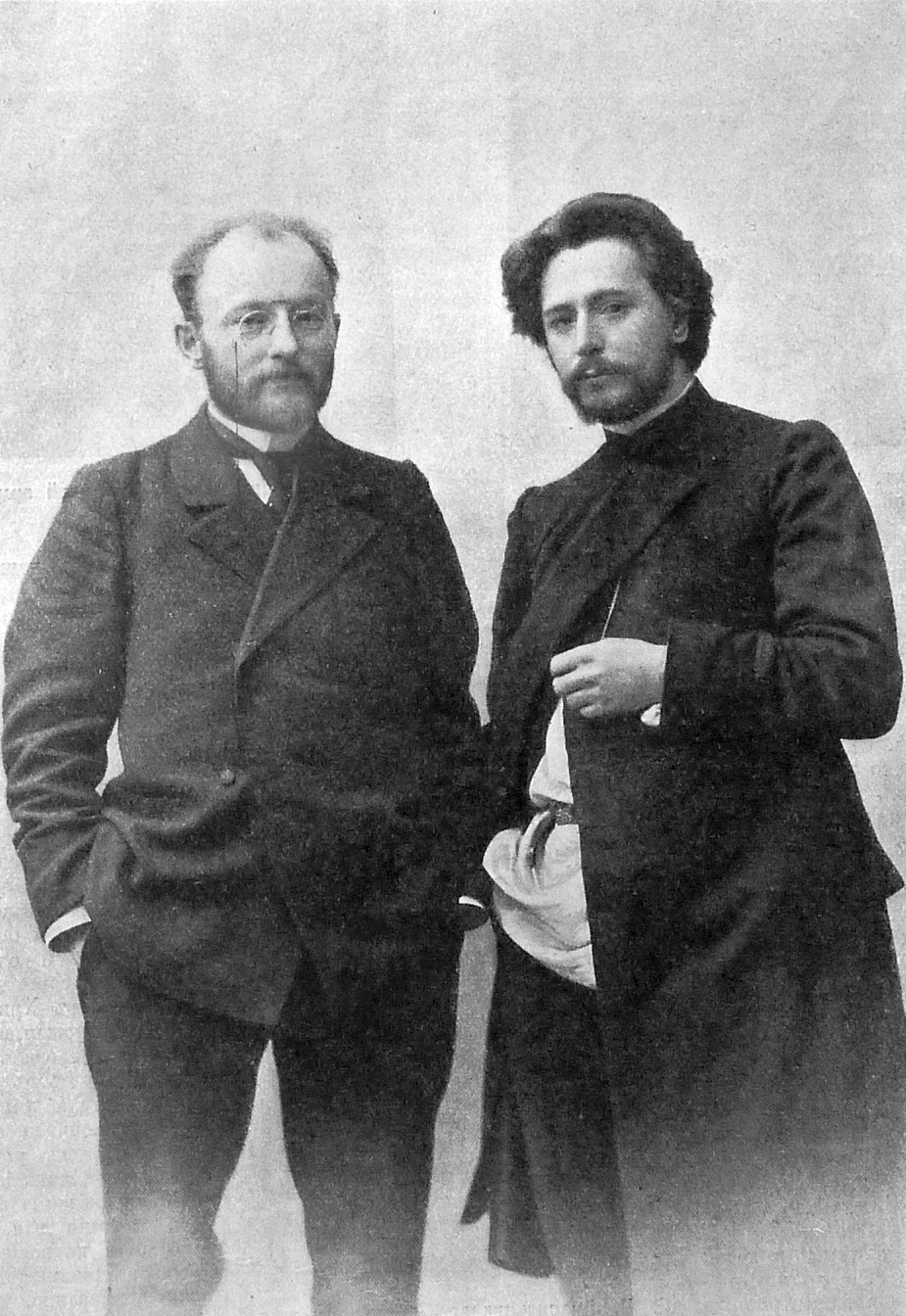
Вікентій Вересаєв (ліворуч) з Леонідом Андреєвим, 1912

Народився у м. Тулі; 1890 та 1892 працював лікарем у Юзівці. Автор низки повістей, романів, оповідань («Товариші», «Без дороги», «Нові віяння», «На естраді», «Лізар», «В сухому тумані», «На повороті», «В тупику», «Сестри» та ін.), мемуарів «Записки лікаря» (видані українською мовою 1903 у Львові), серії нарисів «Підземне царство» (1892; про життя донецьких шахтарів), історико-літературних праць «Про Достоєвського і Льва Толстого», «Аполлон і Діоніс» (про Ніцше), «Пушкін в житті», «Гоголь у житті»; автор статті «Любити Україну — любити Шевченка» (1939). Українською мовою видані Твори у 2 томах, (1956).
15 травня   1920 року в Коктебелі на дачі Вересаєва відбулась VII обласна (підпільна) конференція РКП(б).

## Переклади українською мовою
- Твори в двох томах (вст. ст. В. Прожогіна; перекл. Н. Андріанової, Д. Бобиря, А. Головка, В. Козаченка, І. Сенченка, А. Шияна) — К. : Державне видавництво художньої літератури, 1956